# Careri
Careri és un comune (municipi) de la Ciutat metropolitana de Reggio de Calàbria, a la regió italiana de Calàbria, situat a uns 90 km al sud-oest de Catanzaro i a uns 40 km a l'est de Reggio de Calàbria. A 1 de gener de 2019 la seva població era de 2.285 habitants.
Careri limita amb els municipis següents: Benestare, Platì, San Luca i Santa Cristina d'Aspromonte.